# Monardella
Monardella  é um gênero botânico da família Lamiaceae. Espécies nativas da América do Norte.

## Espécies
Existem 75 espécies:
Monardella anemonoides Monardella antonina Monardella arizonica
Monardella australis Monardella beneolens Monardella benitensis
Monardella breweri Monardella californica Monardella candicans
Monardella caroliniana Monardella cinerea Monardella coriacea
Monardella crispa Monardella dentata Monardella discolor
Monardella douglasii Monardella elegantula Monardella elmeri
Monardella epilobioides Monardella exilis Monardella follettii
Monardella franciscana Monardella frutescens Monardella glabra
Monardella glauca Monardella globosa Monardella hypoleuea
Monardella hypoleuca Monardella ingrata Monardella involucrata
Monardella lagunensis Monardella lanata Monardella lanceolata
Monardella ledifolia Monardella leucocephala Monardella linoides
Monardella macrantha Monardella modocensis Monardella mollis
Monardella montana Monardella muriculata Monardella nana
Monardella neglecta Monardella nervosa Monardella oblonga
Monardella odoratissima Monardella ovata Monardella pallida
Monardella palmeri Monardella parviflora Monardella parvifolia
Monardella peninsularis Monardella pinetorum Monardella pringlei
Monardella purpurea Monardella reflexa Monardella robinsonii
Monardella robisonii Monardella robusta Monardella rubella
Monardella sanguinea Monardella saxicola Monardella sheltoni
Monardella siskiyouensis Monardella stebbinsii Monardella subglabra
Monardella subserrata Monardella tenuiflora Monardella thymifolia
Monardella tomentosa Monardella tortifolia Monardella undulata
Monardella villosa Monardella viminea Monardella viridis